# Hyperlais glyceralis
Hyperlais glyceralis là một loài bướm đêm trong họ Crambidae.